# III. Béla Gimnázium
A III. Béla Gimnázium egyike Baja középiskoláinak. 1757 és 1948 között előbb a ferences, majd a ciszterci rend volt a fenntartója.
A mai intézmény elődje 1757 novemberében kezdte meg működését; hosszú ideig a város és vidéke legjelentősebb szellemi központját jelentette. 1811-ben emelkedett nagygimnáziummá, majd 1844-ben a tanítás nyelve a magyar lett az addigi latin helyett. III. Béla király nevét az 1921/22-es tanév óta viseli.
1993. december 10-én délelőtt egy 11. osztályos tanuló gépfegyverrel túszul ejtette öt diáktársát és elbarikádozta magát az igazgatói irodában. A fiú azt követelte, hogy a televízióban beszélhessen. A túszdrámának végül a kommandósok vetettek véget, senki nem sérült meg, az elkövetőt ezután rendőrautóba rakták és elvitték.
Jelenleg négy, öt és hat évfolyamos képzés folyik az iskolában, nyelvi, humán, matematika és informatika tagozaton. Az elmúlt években diákjainak mintegy 90%-a folytatta tanulmányait valamely felsőfokú oktatási intézmény nappali tagozatán.
Az iskola diáklapja a Bélap című kiadvány.

## Híres diákok
- Bajnai Gordon (1968–) magyar üzletember, politikus
- Báldy Bálint
- Bayer József (1851–1919) színháztörténész
- Csapláros István (1910–1994) irodalomtörténész, a lengyel–magyar kapcsolatok kutatója
- Czédli Gábor algebra professzor
- Dezső Alajos (1888–1964) grafikus, karikaturista
- Donath Gyula
- Déri Miksa (1854–1938) mérnök, feltaláló (még Deutsch Miksa néven)
- Ernst Jenő (1895–1981) biofizikus, biokémikus, sugárbiológus
- Ferenczy József (1855–1928)
- Hajnóczi Gyula (1920–1996) építész
- Hosszú Katinka (1989–) háromszoros olimpiai bajnok úszó
- Jánossy Dénes (1891–1966) levéltáros, történész
- Kérchy László analízis professzor
- Kiefer Ferenc (1931–) matematikus, (computeres) nyelvész, egyetemi tanár, akadémikus, a Nyelvtudományi Intézet alapítója
- Kun Imre (1892-1977) hangversenyrendező
- Major Máté (1904–1986) Kossuth-díjas építész, egyetemi tanár, az MTA rendes tagja
- Miskolczy Dezső (1894–1978) orvos, neurológus
- Nagy Ignác (1810–1854) író
- Oltványi Imre (1893–1963) politikus, pénzügyminiszter, művészeti író
- Pósta Sándor (1888–1952) magyar olimpiai bajnok vívó
- Schulhof Lipót (1847–1921) magyar származású francia csillagász, az MTA levelező tagja
- Tóth Kálmán (1831–1881) magyar költő, dráma- és újságíró, politikus
- Türr István (1825–1908) szabadságharcos, olasz királyi altábornagy
- Zakar Ferenc Polikárp (1930–2012) ciszterci szerzetes, zirci főapát, a ciszterci rend generális apátja.
- Jákob Zoltán üzletember, mérnök

## Külső hivatkozások
- A III. Béla Gimnázium hivatalos honlapja